# Teorema dels quatre quadrats
El teorema dels quatre quadrats de Lagrange, també anomenat conjectura de Bachet, va ser demostrat el 1770 per Joseph Louis Lagrange. Diu que qualsevol nombre enter positiu és la suma de quatre quadrats enters.

## Explicació
Per exemple:
{\displaystyle 3=1^{2}+1^{2}+1^{2}+0^{2}}
{\displaystyle 31=5^{2}+2^{2}+1^{2}+1^{2}}
{\displaystyle 310=17^{2}+4^{2}+2^{2}+1^{2}}
2018 = 44 al quadrat + 8 al quadrat + 3 al quadrat + 3 al quadrat
Més formalment, per a cada enter positiu  n , existeixen nombres enters no negatius  a ,  b ,  c ,  d  tals que:
 n  =  a   2 + b   2 + c   2 + d   2 
Adrien-Marie Legendre va millorar el teorema el 1798 demostrant que un enter positiu es pot expressar com la suma de tres quadrats si i només si no és de la forma 4   k   (8  m +7). La seva prova estava incompleta, deixant un buit que després va omplir Carl Friedrich Gauss.
El 1834, Carl Gustav Jakob Jacobi va trobar la fórmula exacta per al nombre total de modes en què un nombre enter positiu  n  donat, es pot representar com la suma de quatre quadrats.
Aquest nombre és vuit vegades la suma dels divisors de  n  si  n  és senar i 24 vegades la suma dels divisors imparells de  n  si  n  és parell.
El teorema dels quatre quadrats de Lagrange és un cas especial del teorema del nombre poligonal de Fermat i del problema de Waring.
Una altra generalització possible és: donats els nombres naturals a, b, c, d, es podria resoldre:
{\displaystyle n=a{x_{1}}^{2}+b{x_{2}}^{2}+c{x_{3}}^{2}+d{x_{4}}^{2}}
on {\displaystyle x_{1}}, {\displaystyle x_{2}}, {\displaystyle x_{3}}, {\displaystyle x_{4}} corresponen a nombres naturals positius.
El cas {\displaystyle a=b=c=d=1} es contesta pel teorema dels quatre quadrats.
Rāmānujan va donar la solució general, demostrant que si assumim, sense pèrdua de generalitat, que {\displaystyle a\leq b\leq c\leq d}, llavors hi ha exactament 54 opcions possibles per a, b, c, i d, tal que l'equació és soluble en nombres enters {\displaystyle x_{1},x_{2},x_{3},x_{4}} per a tota n. De fet, Ramanujan va catalogar una 55a possibilitat {\displaystyle a=1}, {\displaystyle b=2}, {\displaystyle c=5}, {\displaystyle d=5}, però en aquest cas l'equació no és resoluble si {\displaystyle n=15}.